# Кокпатас
42°13′29″ пн. ш. 63°53′39″ сх. д. / 42.224722222222° пн. ш. 63.894166666667° сх. д.
Кокпатас — село (аул) у Навоїйській області Узбекистану. Найближчий населений пункт — місто Учкудук. Поруч розташовані родовища золота і мармуру. Тут 1985 року відбулася найбільша в СРСР авіакатастрофа.
Кокпатас — об'єкт культурної спадщини Узбекистану. Археологічна пам'ятка.
Рішенням Кабінету міністрів Республіки Узбекистан від 4 жовтня 2019 року його включено до національного переліку об'єктів нерухомого майна матеріальної культурної спадщини — під охороною держави..